# دنیلو کنیش
دنیلو کنیش (اوکراینی: Данило Сергійович Книш؛ زادهٔ ۳ مارس ۱۹۹۶) بازیکن فوتبال اهل اوکراین است.
وی همچنین در تیم‌های ملی فوتبال Ukraine national under-17 football team و Ukraine national under-19 football team بازی کرده‌است.